# Каньяда (Аліканте)
Каньяда, Ла-Каньяда (ісп. Cañada (офіційна назва), валенс. La Canyada) — муніципалітет в Іспанії, у складі автономної спільноти Валенсія, у провінції Аліканте. Населення — 1238 осіб (2010).

## Географія
Муніципалітет розташований на відстані близько 310 км на південний схід від Мадрида, 46 км на північний захід від Аліканте.

## Демографія
Динаміка населення (INE ):

## Галерея зображень

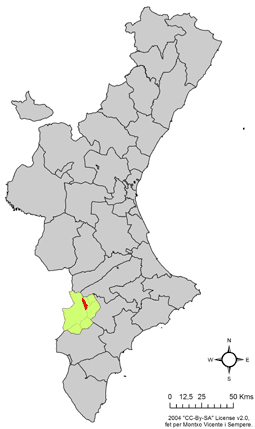
Розташування муніципалітету у автономній спільноті Валенсія
Розташування муніципалітету Каньяда у комарці Альто-Віналопо
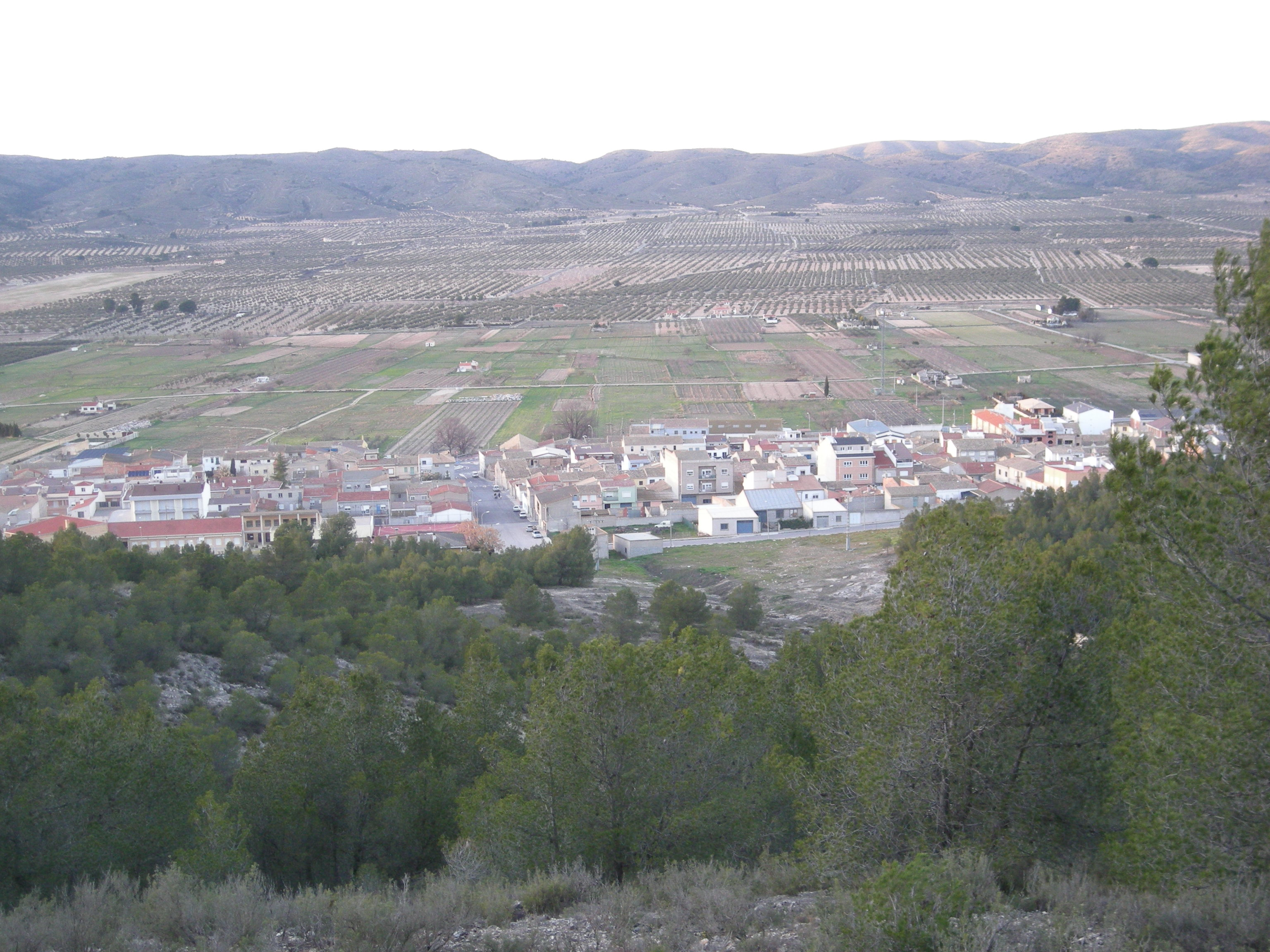
Каньяда, з гір Сьєрра-де-Санмайор